# Boris Ercegović
Boris Ercegović es un deportista yugoslavo que compitió en remo. Ganó una medalla de bronce en el Campeonato Mundial de Remo de 1966, en la prueba de cuatro con timonel.

## Palmarés internacional
| Campeonato Mundial | Campeonato Mundial | Campeonato Mundial | Campeonato Mundial |
| Año                | Lugar              | Medalla            | Prueba             |
| ------------------ | ------------------ | ------------------ | ------------------ |
| 1966               | Bled (Yugoslavia)  | Medalla de bronce  | Cuatro con timonel |